# Клод Пиното
Клод Пиното (на френски: Claude Pinoteau) е френски кинорежисьор, сценарист и продуцент. 

## Биография
Син е на режисьора Люсиен Пиното. Започва като дизайнер на костюми и асистент-режисьор. По-специално той помага на Анри Верней на снимачната площадка на филма „Маймуна през зимата“ и Клод Льолуш на снимачната площадка на филма „Приключението си е приключение“. Той е съавтор на сценария за филма на Льолуш „Човекът, който ми харесва“ (1969) и „Измамникът“ (1970).
Снима няколко късометражни филма. Първият му пълнометражен филм „Мълчаливият“ (фр. „Le Silencieux“), с Лино Вентура в главната роля излиза през 1973 година.
През 1974 г. заснема втория си филм „Плесницата“ (La Gifle) пак с Лино Вентура, Ани Жирардо и Изабел Аджани на която този филм донесе широка популярност и италианската филмова награда „Давид на Донатело“ като най-добра чуждестранна актриса. Пиното получава за филма наградата „Луи Делука“.
Освен „Плесницата“, успех на режисьора донасят и филмите „Boom“ (1980) и „Boom 2“ (1982) в които дебютира актрисата Софи Марсо.
През 1988 г. Пиното отново прави филм със Софи Марсо „Студентката“ („L'Étudiante“), но официално филмът не е обявен като продължение на двете части на „Boom“.
През 2005 г. е режисьор на документални филми, снима филм за игумена Пиер - „Abbé nommé Pierre, une vie pour les autres“ („Абат Пиер: живот заради другите“).
Този филм е последният в кариерата на режисьора. Той умира сутринта на 5 октомври 2012 г. в Ньой-сюр-Сен след дълго боледуване.

## Избрана филмография
| Година | Филм           | Оригинално заглавие |
| ------ | -------------- | ------------------- |
| 1974   | Плесницата     | La Gifle            |
| 1978   | Гневният       | L’Homme en colère   |
| 1984   | Седмата мишена | La 7ème cible       |
| 1988   | Студентката    | L'Étudiante         |